# Raphidia (Raphidia) ariadne
Raphidia (Raphidia) ariadne is een kameelhalsvliegensoort uit de familie van de Raphidiidae. De soort komt voor op Kreta.
Raphidia (Raphidia) ariadne werd voor het eerst wetenschappelijk beschreven door H. Aspöck & U. Aspöck in 1964.